# Виробничий брак
Виробни́чий бра́к — продукція, передавання якої споживачу не допускається через наявність дефектів. До браку можуть бути віднесені вироби, напівфабрикати, деталі тощо, що не відповідають за якістю, стандартами, технічними умовами та іншим нормам технічної документації.
Виробничий брак призводить до зайвих витрат матеріалів, інструменту, електроенергії та палива, погіршує використання виробничих потужностей, порушує виробничий процес, зменшує кількість продукції, знижує продуктивність праці, підвищує собівартість продукції. 
Виробничий брак може виникати через наявність прихованого дефекту в матеріалі, що обробляється; застосування матеріалів неналежної якості; помилок у технічній документації; порушення технологічних процесів; невідповідності кваліфікації робітників тощо.

## Різновиди виробничих дефектів
Виробничі дефекти можуть бути металургійними, що виникають в процесі отримання матеріалу металургійними методами, і технологічними, що виникають при виготовленні деталі. Такі дефекти зазвичай проявляються в початковий період роботи обладнання - період припрацювання. Експлуатаційні дефекти виникають після деякого напрацювання в результаті зносу, накопичення втомних і інших пошкоджень, а також внаслідок неналежного обслуговування та ремонту. Практика показує, що можна виділити наступні основні причини накопичення дефектів і пошкоджень, що призводять до відмов обладнання по мірі його експлуатації:
- наскрізні тріщини, руйнування та деформації елементів обладнання, що виникають при перевищенні допустимих механічних напружень;
- механічний знос, обумовлений тертям поверхонь, що контактують між собою;
- ерозійно-кавітаційні пошкодження, викликані впливом потоку рідини або газу;
- деградація властивостей матеріалів з плином часу і під впливом експлуатаційних факторів;
- корозія металів і сплавів, корозійно-механічні пошкодження, що виникають під впливом корозії, напружень, тертя тощо.

За ступенем небезпеки дефекти поділяють на критичні, значимі і малозначні. Критичними є дефекти, при наявності яких використання агрегату неможливо або неприпустимо за умовами безпеки. До значних відносять дефекти, які суттєво впливають на використання агрегату за призначенням або на його довговічність. Незначні відповідно не роблять істотного впливу ні на використання агрегату за призначенням, ні на його довговічність.
При визначенні ступеня небезпеки дефекту враховують напружений стан контрольованого виробу, вид дефекту, його розміри і орієнтацію щодо діючих напружень. Основними факторами, що визначають ступінь небезпеки дефекту, є величина утонения герметичних перегородок і коефіцієнт концентрації механічних напружень (в тріщинах - коефіцієнт інтенсивності напружень), що показує, у скільки разів максимальні місцеві напруження в зоні дефекту вищі, ніж в бездефектной зоні. Види допустимих дефектів і їх величини наводяться в нормативній документації на контроль відповідного виробу. Найнебезпечнішими є площинні тріщиноподібні дефекти, розташовані перпендикулярно до діючих напружень. Основним параметром, що характеризує рівень концентрації напружень у вершинах тріщин, є критичний коефіцієнт інтенсивності напружень.